# Stipe votiva di Monte Bibele
La Stipe votiva di Monte Bibele è un'area archeologica scoperta sul monte omonimo situato nella città metropolitana di Bologna, dove sono stati ritrovati numerosi oggetti votivi etruschi.

## Storia

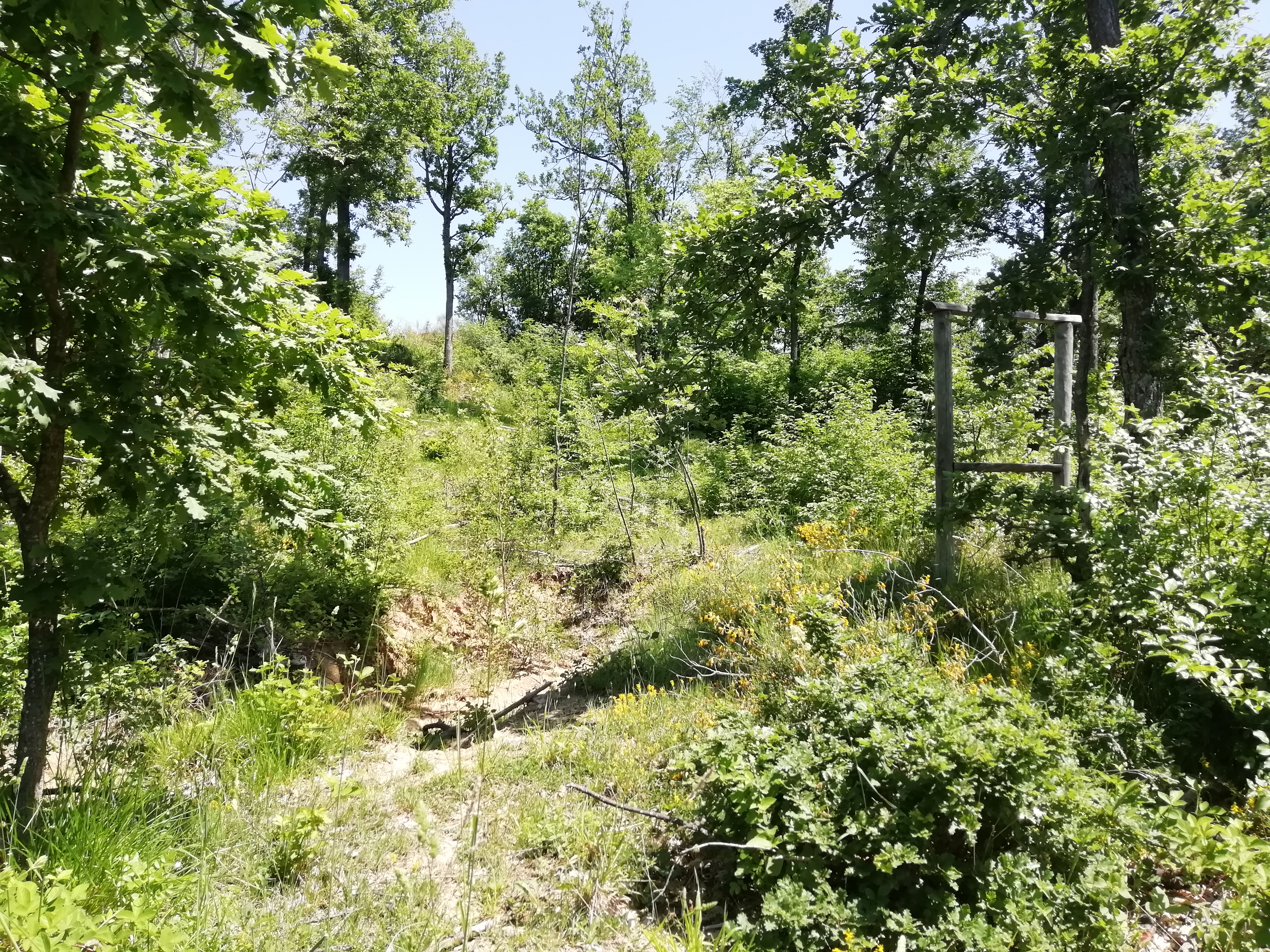
Zona del ritrovamento della stipe votiva

Una stipe votiva, solitamente un pozzo, è un luogo dove si scaricavano oggetti dedicati alle divinità. La stipe votiva di Monte Bibele è il più grande deposito votivo dell'Etruria padana: vi sono state ritrovate 195 statuette di bronzo etrusche, datate al V secolo a.C.
Oltre ai bronzetti, il sito ha restituito numerosi esemplari di ceramiche, anche di piccole dimensioni, a testimoniare la loro funzione religiosa.